# Избори за одборнике Скупштине Београда 1920.
Дана 22. августа 1920. одржани су локални избори на територији читаве предратне Србије, изузимајући општине у којима то није било могуће због борби с Арнаутима и војних операција. Тог дана одржани су и избори за одборнике Скупштине Београда.

## О изборима
Према Закону о општинама из 1902. године, Општински одбор има 30 одборника, као и 15 заменика. Бирају се на трајање мандата од 2 године. Такође, и изабрани председник општине бира се на мандат од две године. Међутим, за председника обавеза је да има завршен факултет или неку стручну школу, или да је барем 10 година био запослен у судској или полицијској пракси као чиновник. Изабрани председник општине мора бити потврђен краљевим указом, али законом није предвиђено шта би се десило уколико краљ то не би учинио.
Гласање је било јавно све до измене Закона 3. децембра 1905. године кад је уведено тајно гласање.

## Ток избора
Избори су одржани у потпуном реду и миру, а само интересовање за изборе било је слабо. Од 30.000 уписаних бирача, на изборе изашло је 13.500 њих. Комунисти и радикали веома добро су организовали изборну борбу у престоници. Добар део самосталних радикала (након стварања Краљевине СХС, Самостална радикална странка ујединила се с многим јужнословенским грађанским партијама како би основала Демократску странку) није био задовољан листом демократа, те је гласао или за радикале или бојкотовао изборе.
Пред саме изборе, радикали су демократама нудиле сарадњу, па чак и место председника београдске општине, под условом да то не буде др Коста Јовановић, али су демократе на томе инсистирале. Мађутим, ови избори показали су да су радикали ипак јачи од демократа у Београду.
Изборна места мирно су затворена, а једини изгред било је полицијско спречавање комунистичке манифестације и прославу победе око 9 часова у Кнез Михајловој улици.

## Резултати
Комунисти су однели победу на овим београдским изборима, а према изборном закону добијају читаву управу београдске општине, као и 30 одборничких места у Скупштини Београда. Од осталих листа, радикали добили су 8, демократе 6, а републиканци једног одборника.
| Поредак | Изборна листа                     | Број гласова | %       | Број мандата |
| ------- | --------------------------------- | ------------ | ------- | ------------ |
| 1.      | Комунистичка партија Југославије  | 3.628        | 26,87 % | 30           |
| 2.      | Народна радикална странка         | 3.371        | 24,97 % | 8            |
| 3.      | Демократска странка               | 2.831        | 20,97 % | 6            |
| 4.      | Републиканска демократска странка | 605          | 4,48 %  | 1            |

## Коментари на резултате
Унапред се добро знало да ће Републиканци доживети тотални крах на овим изборима. У Београду добили су једва нешто више од 600 гласова! Дневне новине Политика закључиле су, на основу ових резултата, да "наш свет мало полаже на форму и теоретисања кад је у питању суштина".
С друге стране, Комунисти су освојили Престоницу, као и велик број општина у оквиру предратне Србије; можда чак и више него што су се надали. Политика то објашњава тиме што је отпор грађанских странака био изузетно млитав, али и томе што као једна млада странка, комунисти имају све одлике једне такве партије: чврсту организацију, дисциплину, неуморну агитацију и борбеност. Одмах се јавила бојазан како оваква победа Комунистичке партије на локалним изборима може да отежа међународни положај Краљевине СХС, као и да може да утиче на читав њен спољнополитички курс. Сматрало се да ће најпре Италија покушати да прикаже свету како резултати избора указују на то да је Краљевина СХС још увек једна нестабилизована, ровита и несигурна држава.
Међутим, такође се сматрало да победа комуниста на локалним изборима може имати и позитивну страну, а то је да ће се грађанске странке тргнути и схватити да није довољно споразумевати се само у пљачки народног новца како би се земља начинила срећном а народ задовољним.

## Коначан исход избора
Нова општинска управа и одборници требало је да се уведу у дужност у року од 3 дана, након што положе заклетву. Нови председник београдске општине постаће Филип Филиповић, секретар Комунистичке партије Југославије.
Три дана након избора, 25. августа, изабрани општински одборници дошли су колективно у општинску зграду на своју прву седницу. Данило Живаљевић, потпредседник дотадашње Београдске општине је најпре прочитао резултате избора, а потом позвао новоизабране одборнике да положе заклетву. Пре полагања заклетве, Павле Павловић је у име комунистичких одборника изјавио: „Наше комунистичко гледиште на полагање заклетве је врло добро познато. Али позвани да у интересу широких слојева радног народа Београда примимо општинску управу, ми приступамо полагању законом прописане заклетве”. Након положене заклетве потпредседник Живаљевић је саопштио са су извршене све потребне формалности и позвао новог председника Филиповића да преузме дужност.
Сутрадан, након прве седнице, 26. августа 1920. године требало је да се изврши примопредаја општинске управе, али је од ујутру зграда Београдске општине била блокирана од стране полиције и жандармерије. По наређењу полиције, у зграду су пуштени једино Филип Филиповић, Мика Тодоровић и изабрани кметови, којима је управник града Београда Манојло Лазаревић саопштио одлуку министра унутрашњих дела Милорада Драшковића о суспензији новоизабране општинске управе. У акту о суспензији наведено је да нова управа није положила заклетву онако како закон налаже, јер је одборник Павле Павловић дао изјаву која се може сматрати као ограђивање од заклетве.

## Нова општинска управа
Дана 28. августа у 4 сата поподне, у кабинету председника београдске општине, одржана је конференција старог општинског одбора у ком нема комуниста, на којој је стара општинска управа поднела оставку. Затим је кренула расправа на тему образовања нове општинске управе из тог одбора, и исказана је жеља да се што пре дође до решења.
На састанку демократских и радикалских делегата 30. августа, одлучено је да председник привремене општинске управе буде радикалски одборник др Ђока Карајовановић.
Комунисти су поднели жалбу Државном Савету против одлуке министра Драшковића о суспендовању комунистичке управе Београда, међутим одлука о томе упорно се одлаже јер је државни саветник Петар Петровић на одмору ван Београда.

## Последице избора
Ови избори показали су да је неодржива дотадашња подела на странке, и да се намеће ново прегруписавање са ширим принципијелним програмима. Београђани су гласали за комунисте јер они имају баш то – принципијелан програм оличен у борби против личне својине. Такође, ови избори показали су да је ситуација у Европи још увек врелава, и да Краљевина СХС само прати след догађаја који се већ одвио на изборима у Француској, Белгији и Италији.
Политика говори да сви они који су у Београду против личне својине, на изборни дан изашли су и гласали, док они који су за својину или нису гласали или су се њихови гласови разлили на разноразне листе. Тиме су сви ови гласачи дозволили да на изборима победи програм који није њихов, то јест већине Београђана.
Избори су најавили да се у будућности прегруписавање политичких странака мора вршити по економским елементима, а не политичким. То показује и чињеница да је странка која је обећавала највећу политичку промену, Републиканска демократска странка, остала у страховитој мањини.